# 아티페테 야히아가

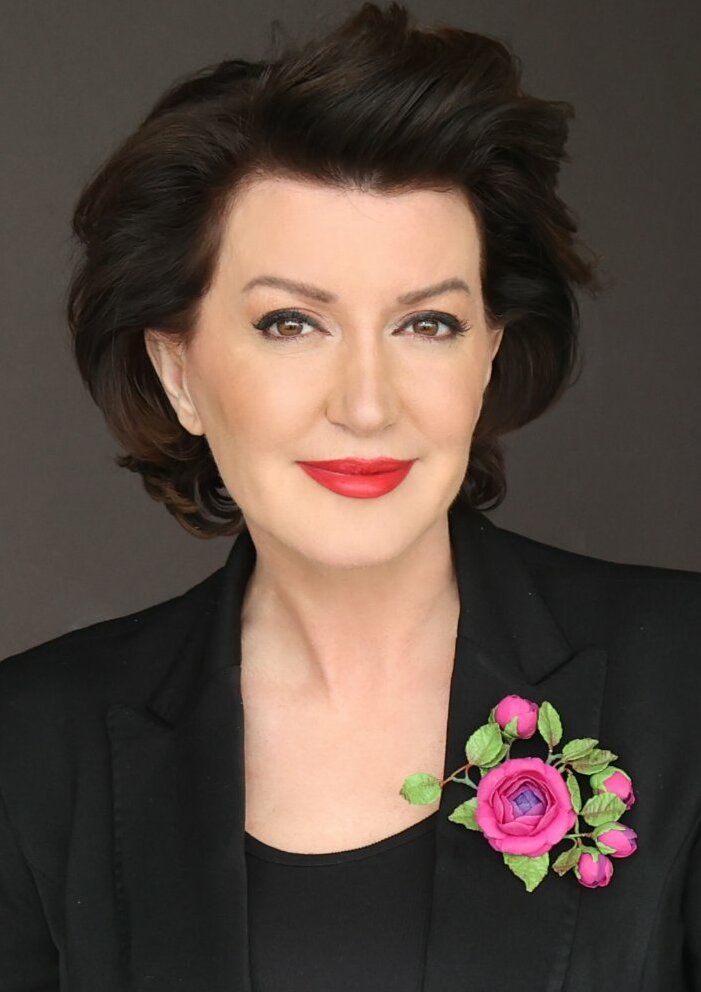

아티페테 야히아가(알바니아어: Atifete Jahjaga, 1975년 4월 20일 ~ )는 코소보의 정치인으로 코소보의 제4대 대통령이다. 그는 코소보 최초의 여성 대통령, 코소보 최초의 무소속 대통령이며 현대 발칸반도 국가 최초의 여성 국가 원수이기도 하다. 코소보 경찰청 부국장 출신이며 동남유럽 여성 정치인 중에서 가장 높은 계급인 소장 계급으로 전역하고 대통령에 당선되었다.